# هلیزآباد (دهگلان)
هلیزآباد (دهگلان)، روستایی از توابع بخش مرکزی  شهرستان دهگلان در استان کردستان ایران است.

## جمعیت
این روستا در دهستان قوری چای قرار دارد و براساس سرشماری مرکز آمار ایران در سال ۱۳۹۷، جمعیت آن ۴۸۰ نفر
(۱۲۰خانوار) بوده‌است.